# Радослав Зеленовић
Радослав Зеленовић (Косовска Митровица, 20. јануар 1948) српски је менаџер у култури, уредник, бивши универзитетски професор, оснивач и руководилац филмских фестивала.
Као директор Југословенске кинотеке постао је један од ретких директор неке установе културе у Београду који је уживао неподељене симпатије и стручне и најшире јавности.

## Биографија
Основну школу завршио у Косову Пољу, гимназију у Пећи и Приштини. Студије започео на Филозофском факултету у Приштини (група за српскохрватски језик, општу лингвистику и југословенску књижевност), а дипломирао је 1971. године, на истој групи на Филолошком факултету у Београду.
Током студија био члан аматерског филмског клуба Дома омладине Београда, за који је режирао неколико филмова. Професионалну каријеру почиње 1971. године као уредник Филмског програма Дома омладине Београда, коју је обављао до 1979. године. Те године изабран је за уредника Филмске редакције Телевизије Београд и на том месту остаје до 1992. године.
За директора Југословенске кинотеке изабран је 1. јуна 1992. године и ту функцију обављао је од 1992. до 2013. године. Дужност вршиоца дужности директора Југословенске кинотеке обављао је до 2. фебруара 2016. године.
Од 2017. до 2020. године био је управник Аудио визуелног Архива и Центра за дигитализацију Српске академије науке и уметности.
Учествовао је у оснивању и активно сарађивао на филмским манифестација попут ФЕСТ-а, Фестивала краткометражног филма, Филмског фестивала у Сопоту, Фестивала филмског сценарија у Врњачкој Бањи. Оснивач је и директор Фестивала европског филма на Палићу. Био је оснивач и главни и одговорни уредник часописа YU VIDEO од 1982. године, који се бавио проблемима видеа и дигитализације. Аутор је многих програма који су помогли промоцији и популаризацији нашег филма у земљи и иностранству.
Био је професор историје филма на Факултету уметности „Браћа Карић”.
Члан је српске комисије UNESCO. Године 2012. био је изабран за члана Европске академије за филм.
Са супругом продуценткиња Весном Зеленовић има сина Ђорђа, такође продуцента.

## Награде и признања (избор)
- 2012. Награда града Београда, за дугогодишњи рад и трајан допринос развоју града Београда и за очување препознатљивог успеха Југословенске кинотеке и реномеа ове институције у свету.[9][10]
- 2013. Сретењски орден трећег степена, за нарочите заслуге у области филмске уметности, одлуком Председника Републике.[11]
- 2013. Признање Бела голубица, за промоцију хуманистичких вредности за које се током живота залагао Никола Тесла, а које су препознатљиве у личностима овдашњег времена. Награду је доделио “Тесла глобал форум“.[12][13]
- 2014. Орден Витеза реда уметности и књижевности Републике Француске, као признање великој посвећености и деловању у корист културних и уметничких односа, нарочито у области филма, између Француске и Србије.[14] Орден је додељен 21. јануара 2015. године на свечаности у Амбасади Француске у Београду.[15]
- 2019. Вукова награда Културно-просветне заједнице Србије, за нарочите резултате у стваралачком раду на ширењу културе, образовања и науке у Србији и на српском културном простору.[16]
- 2022. Национално признање за врхунски допринос култури Републике Србије Министарства културе и информисања Владе Србије[17]
- 2022. Награда „Небојша Поповић” Филмског центра Србије, за целокупан вишедеценијски рад у српском филму и кинематографији.[18][19][20]
- 2023. Награда „Стефан Првовенчани”[21]